# Premi BAFTA 1998
La 51ª edizione dei British Academy Film Awards, conferiti dalla British Academy of Film and Television Arts alle migliori produzioni cinematografiche del 1997, ha avuto luogo il 19 aprile 1998.

## Vincitori e candidati

### Miglior film
- Full Monty - Squattrinati organizzati (The Full Monty), regia di Peter Cattaneo
- L.A. Confidential, regia di Curtis Hanson
- La mia regina (Mrs Brown), regia di John Madden
- Titanic, regia di James Cameron

### Miglior film britannico
- Niente per bocca (Nil by Mouth), regia di Gary Oldman
- Full Monty - Squattrinati organizzati (The Full Monty)
- La mia regina (Mrs Brown)
- Regeneration, regia di Gillies MacKinnon
- I rubacchiotti (The Borrowers), regia di Peter Hewitt
- Ventiquattrosette (24 7: Twenty Four Seven), regia di Shane Meadows

### Miglior film non in lingua inglese
- L'appartamento (L'appartement), regia di Gilles Mimouni • Francia/Italia/Spagna
- Lezioni di tango (The Tango Lesson), regia di Sally Potter • Argentina/Francia/Germania/Paesi Bassi/Regno Unito
- Lucie Aubrac - Il coraggio di una donna (Lucie Aubrac), regia di Claude Berri • Francia
- La mia vita in rosa (Ma vie en rose), regia di Alain Berliner • Belgio/Francia/Regno Unito

### Miglior regista
- Baz Luhrmann – Romeo + Giulietta di William Shakespeare (William Shakespeare's Romeo + Juliet)
- James Cameron – Titanic
- Peter Cattaneo – Full Monty - Squattrinati organizzati (The Full Monty)
- Curtis Hanson – L.A. Confidential

### Miglior attore protagonista
- Robert Carlyle – Full Monty - Squattrinati organizzati (The Full Monty)
- Billy Connolly – La mia regina (Mrs Brown)
- Kevin Spacey – L.A. Confidential
- Ray Winstone – Niente per bocca (Nil by Mouth)

### Miglior attrice protagonista
- Judi Dench – La mia regina (Mrs Brown)
- Kim Basinger – L.A. Confidential
- Helena Bonham Carter – Le ali dell'amore (The Wings of the Dove)
- Kathy Burke – Niente per bocca (Nil by Mouth)

### Miglior attore non protagonista
- Tom Wilkinson – Full Monty - Squattrinati organizzati (The Full Monty)
- Mark Addy – Full Monty - Squattrinati organizzati (The Full Monty)
- Rupert Everett – Il matrimonio del mio migliore amico (My Best Friend's Wedding)
- Burt Reynolds – Boogie Nights - L'altra Hollywood (Boogie Nights)

### Miglior attrice non protagonista
- Sigourney Weaver – Tempesta di ghiaccio (The Ice Storm)
- Jennifer Ehle – Wilde
- Lesley Sharp – Full Monty - Squattrinati organizzati (The Full Monty)
- Zoë Wanamaker – Wilde

### Miglior sceneggiatura originale
- Gary Oldman – Niente per bocca (Nil by Mouth)
- Paul Thomas Anderson – Boogie Nights - L'altra Hollywood (Boogie Nights)
- Simon Beaufoy – Full Monty - Squattrinati organizzati (The Full Monty)
- Jeremy Brock – La mia regina (Mrs Brown)

### Miglior sceneggiatura non originale
- Craig Pearce, Baz Luhrmann – Romeo + Giulietta di William Shakespeare (William Shakespeare's Romeo + Juliet)
- Hossein Amini – Le ali dell'amore (The Wings of the Dove)
- Brian Helgeland, Curtis Hanson – L.A. Confidential
- James Schamus – Tempesta di ghiaccio (The Ice Storm)

### Miglior fotografia
- Eduardo Serra – Le ali dell'amore (The Wings of the Dove)
- Russell Carpenter – Titanic
- Donald McAlpine – Romeo + Giulietta di William Shakespeare (William Shakespeare's Romeo + Juliet)
- Dante Spinotti – L.A. Confidential

### Miglior scenografia
- Catherine Martin – Romeo + Giulietta di William Shakespeare (William Shakespeare's Romeo + Juliet)
- Martin Childs – La mia regina (Mrs Brown)
- Peter Lamont – Titanic
- Jeannine Oppewall  – L.A. Confidential

### Migliori musiche
- Nellee Hooper – Romeo + Giulietta di William Shakespeare (William Shakespeare's Romeo + Juliet)
- Anne Dudley – Full Monty - Squattrinati organizzati (The Full Monty)
- Jerry Goldsmith – L.A. Confidential
- James Horner – Titanic

### Miglior montaggio
- Peter Honess – L.A. Confidential
- Jill Bilcock – Romeo + Giulietta di William Shakespeare (William Shakespeare's Romeo + Juliet)
- Conrad Buff IV, James Cameron, Richard A. Harris – Titanic
- David Freeman, Nick Moore – Full Monty - Squattrinati organizzati (The Full Monty)

### Migliori costumi
- Deirdre Clancy – La mia regina (Mrs Brown)
- Ruth Myers – L.A. Confidential
- Sandy Powell – Le ali dell'amore (The Wings of the Dove)
- Deborah Lynn Scott – Titanic

### Miglior trucco
- Le ali dell'amore (The Wings of the Dove) – Sallie Jaye, Jan Archibald
- L.A. Confidential – John M. Elliott, Scott H. Eddo, Janis Clark
- La mia regina (Mrs Brown) – Lisa Westcott
- Titanic – Tina Earnshaw, Simon Thompson, Kay Georgiou

### Miglior sonoro
- L.A. Confidential – Terry Rodman, Roland N. Thai, Kirk Francis, Andy Nelson, Anna Behlmer, John Leveque
- Full Monty - Squattrinati organizzati (The Full Monty) – Alistair Crocker, Adrian Rhodes, Ian Wilson
- Romeo + Giulietta di William Shakespeare (William Shakespeare's Romeo + Juliet) – Gareth Vanderhope, Rob Young, Roger Savage
- Titanic – Gary Rydstrom, Tom Johnson, Gary Summers, Mark Ulano

### Migliori effetti speciali visivi
- Il quinto elemento (Le cinquième élément) – Mark Stetson, Karen E. Goulekas, Nick Allder, Neil Corbould, Nick Dudman
- Men in Black – Eric Brevig, Rick Baker, Rob Coleman, Peter Chesney
- I rubacchiotti (The Borrowers) – Peter Chiang
- Titanic – Robert Legato, Mark A. Lasoff, Thomas L. Fisher, Michael Kanfer

### Miglior cortometraggio
- The Deadness of Dad, regia di Philippa Cousins, Mandy Sprague
- Crocodile Snap, regia di Joe Wright
- Gasman, regia di Lynne Ramsay
- Little Sisters, regia di Andy Goddard

### Miglior cortometraggio d'animazione
- Stage Fright, regia di Steve Box
- El caminante, regia di Jeremy Moorshead, Debra Smith
- Flatworld, regia di Daniel Greaves
- T.R.A.N.S.I.T., regia di Piet Kroon

### Orange Film of the Year
- Full Monty - Squattrinati organizzati (The Full Monty)